# Cyperus mollipes
Cyperus mollipes är en halvgräsart som först beskrevs av Charles Baron Clarke, och fick sitt nu gällande namn av Karl Moritz Schumann. Cyperus mollipes ingår i släktet papyrusar, och familjen halvgräs. Inga underarter finns listade i Catalogue of Life.